# Diet
Diet (Diaethus Δίαιθος) fou un escriptor grec autor d'uns comentaris sobre poemes d'Homer que foren principalment de naturalesa històrica, i son esmentat a la Scholia veneciana sobre la Ilíada.